# Compagnie sucrière Kwilu-Ngongo
Pour les articles homonymes, voir Ngongo.
La Compagnie sucrière Kwilu-Ngongo, aussi appelée Compagnie sucrière, est une entreprise privée agricole du Congo-Kinshasa. Ses plantations et sa distillerie sont situées autour de Kwilu-Ngongo dans le sud du territoire de Mbanza-Ngungu. Elle exporte et importe du sucre. L’État congolais est actionnaire à 40 % de cette unique compagnie productrice de sucre dans tout le pays.

## Histoire
La compagnie est fondée en 1925 à Kwilu-Ngongo (qui est alors nommé Moerbeke) dans le Congo belge comme filiale de la compagnie belge Moerbeke. Le conglomérat Finasucre est créé en 1929 pour gérer les biens de Moerbeke et Escanaffles.
Avec la zaïrianisation, la Compagnie sucrière et la Société de sucrerie et raffinerie Centre Afrique (SUCRA) sont nationalisées en 1974.
En 1986 Finasucre rachète le conglomérat Sogesucre qui détient alors la Compagnie sucrière, et crée le Groupe Sucrier en le fusionnant avec les sucreries de Moerbeke et de Frasnes en 1989.